# Nage waza
Nage waza (投げ技) é o conjunto de técnicas que no judô e no jiu-jitsu, principalmente, engloba as técnicas de projeção e/ou arremesso do adversário. O aikido (também um derivado do "Aiki - jujitsu") possui muitas das mesmas técnicas.

## Aiquidô
No aiquidô, a maioria das técnicas de defesa culminam com arremessos, ou seja, têm a finalidade de afastar o oponente sem, com isso, causar maiores lesões. Exemplos:
- (Hitoe) irimi nage, arremesso levantando o braço do oponente;
- Shiho nage, arremesso com a mão do oponente coduzida a seus ombro;
- (Gyaku) kotegaeshi, torção do cúbito do braço do oponente;
- Tenchi nage, arremesso com desequilíbrio conduzido-se os braços a planos diversos;
- Kaiten nage, o aiquidoca leva uma das mãos ao pescoço e às costas do adversário.

## Caratê
As aplicações práticas (bunkai) dos katas são muitas e muito variadas. Desta feita, podem ser percebidos em alguns a existência de golpes de arremesso dentro do caratê, a exemplo dos katas heian shodan e tekki shodan, do estilo shotokan. Este aspecto é mais notado nas escolas tradicionais.
O mestre Gichin Funakoshi, além das técnicas de rasteira (ashi barai), enumerou as seguintes projeções: Byobudaoshi, Koma nage, Kubiwa nage, Katawa guruma, Tsubame gaeshi, Yaridama, Tani otoshi, Ude-wa-morote gari e 'Sakatsuchi

## Judô
No ambiente do judô, nage waza é dividida em duas categorias: as técnicas de pé e as de sacrifício.

### Tachi waza
Este primeiro conjunto é o das projeções aplicadas em pé, tachi waza (立ち技). Subdivide-se em:
- Te waza (手技), técnicas de mão
- Koshi waza (腰技), técnicas de quadril
- Ashi waza (足技), técnicas de perna.

### Sutemi waza
O grupo das sutemi waza (捨身技) são as técnicas de arremesso com sacrifício, isto é, na qual o lutador abdica de sua postura e base para derrubar o oponente. Subdivide-se em;
- Ma sutemi waza (真技捨身), ou supino
- Yoko Sutemi waza (橫技捨身), ou lateral